# Елвира, господарица таме
Елвира, господарица таме (енгл. Elvira: Mistress of the Dark) амерички је комични хорор филм из 1988. године, редитеља Џејмса Сињорелија, са Касандром Петерсон у насловној улози водитељке хорор ТВ емисије. Петерсон је написала и сценарио заједно са Семом Иганом и Џоном Парагоном, а поред ње у главним улогама су и В. Морган Шепард, Данијел Грин, Џеф Конавеј, Сузан Келерман и Иди Маклерг, док је глас Елвириној пратетки Моргани позајмила Трес Макнил.
Филм је премијерно приказан 30. септембра 1988, у дистрибуцији продукцијске куће New World Pictures. Остварио је комерцијални неуспех и добио помешане и претежно позитивне оцене критичара. Касандра Петерсон је истовремено била номинована за Награду Сатурн за најбољу глумицу и Златну малину за најгору глумицу, што је реткост. Поводом тога, Петерсон је изјавила: „Нисам успела да добијем награду ни за најгору глумицу. То је баш тужно!”
Петерсон је годинама узалудно покушавала да направи наставак, али није успевала да пронађе продукцијску кућу која би га финансирала. Коначно, 2000. године је одлучила да га сама финансира са својим тадашњим супругом Марком Пирсоном. Филм је објављен у јуну 2001, под насловом Елвирина уклета брда.

## Радња
Елвира, водитељка ТВ хорор програма у Лос Анђелесу, одлучује да да отказ након што нови власник ТВ станице почне да је сексуално узнемирава. Њен план је да оде у Лас Вегас, али јој је за реализацију свог пројекта тамо треба 50.000 $. Истог дана сазнаје да јој је преминула пратетка Моргана Талбот, за коју није ни знала, и од ње наслеђује кућу, пса и књигу са рецептима.
Елвира се сели у нову кућу, у изузетно конзервативној средини која је никако не прихвата. Такође, Морганин брат, Винсент Талбот, покушава да дође до њене књиге са рецептима, која у себи крије моћне враџбине.

## Улоге
| Глумац            | Улога                   |
| ----------------- | ----------------------- |
| Касандра Петерсон | Елвира                  |
| В. Морган Шепард  | праујак Винсент Талбот  |
| Данијел Грин      | Боб Рединг              |
| Сузан Келерман    | Пати                    |
| Еди Маклерг       | Честити Параја          |
| Роберт Бенедети   | господин Калвин Коб     |
| Курт Фулер        | господин Глотер         |
| Џеф Конавеј       | Травис                  |
| Френк Колисон     | Били                    |
| Вилијам Дуел      | Лесли Микер             |
| Пет Крофорд Браун | госпођа Микер           |
| Елен Данинг       | Робин Микер             |
| Крис Кам          | Ренди                   |
| Скот Морис        | Шон                     |
| Ајра Хајден       | Бо                      |
| Трес Макнил       | пратетка Моргана Талбот |
| Фил Рубенштајн    | директор                |